# 福山萵苣

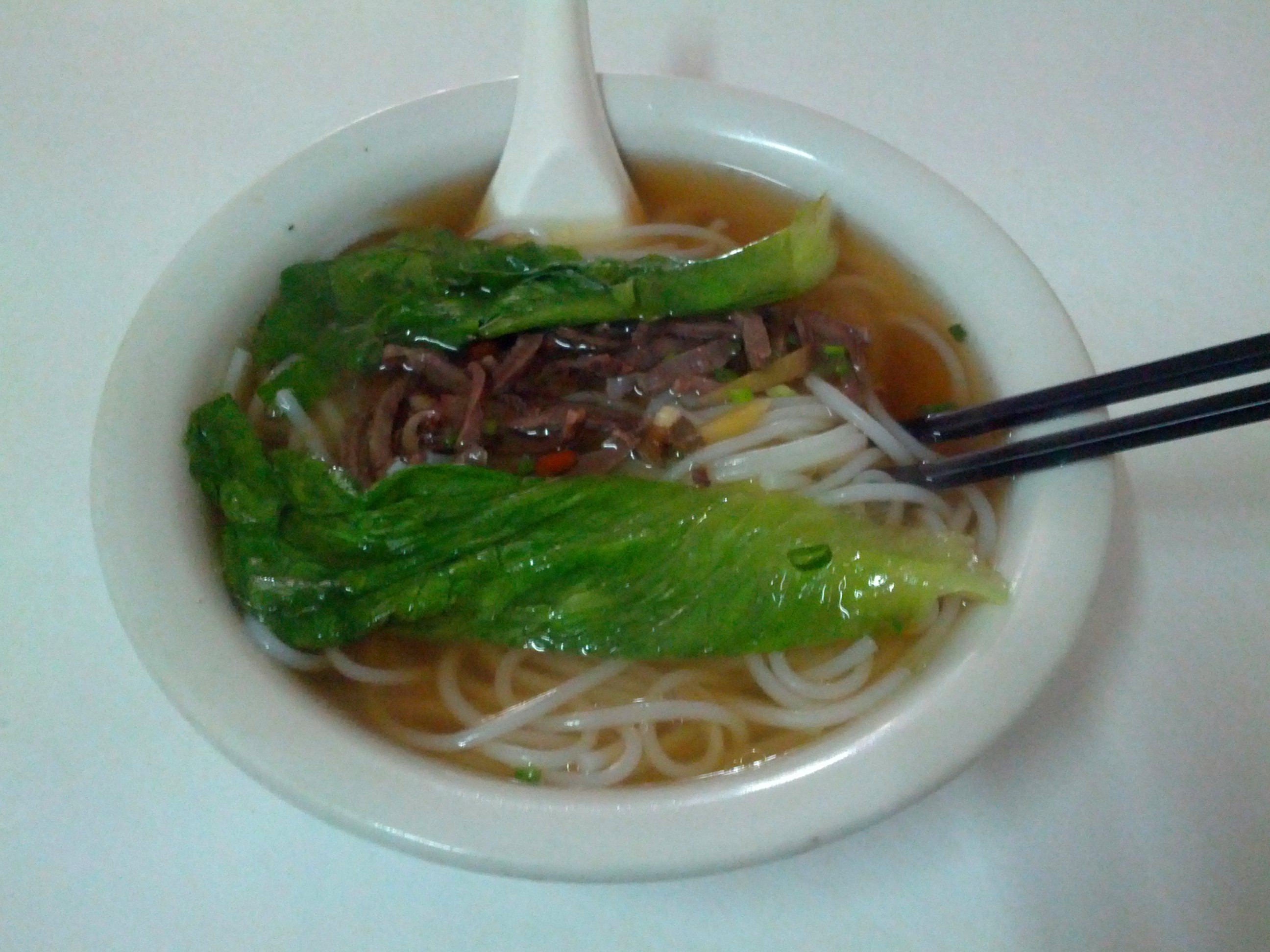
福山萵苣

福山萵苣是一種菊科萵苣屬蔬菜，屬於萵菜類中的嫩葉萵苣，在中国大陆和其他叶用莴苣一样被统称为“生菜”，在北京又俗稱「春菜」，在臺灣俗稱「大陸萵」或「大陸妹」。

## 簡介
此蔬菜因與臺灣人俗稱「萵仔菜」（泉腔：e-á-tshài／漳腔：ue-á-tshài）的臺灣萵苣相近，早期臺灣農民稱之為「大陸萵仔菜」（tāi-lio̍k-e-á-tshài），或者省略為「大陸萵」（tāi-lio̍k-e/tai-lio̍k-meh），後來普遍被誤稱為「大陸妹」（tāi-lio̍k-bē）。
依據台北農產運銷公司有關人員表示，是1999年之前南臺灣農民私下將此菜由中国大陆引進臺灣栽種。在臺灣市面上的福山萵苣並不是從中国大陆進口，而是在臺灣本地栽種，全年皆有生產。2001年起在臺灣南部已是相當普遍的家庭蔬菜，而主要栽培區在以臺灣葉菜類主產區的雲林縣二崙、西螺地區，每天市場交易量約2至3公噸左右。除了误稱「大陸妹」外，該公司亦曾將此新興蔬菜定名「油麥菜」，不過「油麥菜」在香港、澳門反而指的是臺灣俗稱「萵仔菜」的臺灣萵苣。
一般傳統萵菜常拿來當海鮮的墊底裝飾，口感不佳，故並不加以食用。然福山萵苣是改良過的萵菜，有翠綠的大葉片和甜脆的口感，所以廣受喜愛。加上不容易變色的特質和價錢便宜，也是臺灣火鍋店或小吃店中的常見菜色之一。

## 在臺灣的正名運動
2017年3月，國立臺北藝術大學藝術與人文教育研究所學生曾品璇等人發起「福山萵苣正名運動」，呼籲臺灣民眾與店家將此蔬菜的常見俗名「大陸妹」正名為「福山萵苣」，去除此蔬菜名稱與大陸女性的聯想。臺灣社會學學者李明璁也做出回應支持此運動，認為這樣的菜名對於身在臺灣的中國大陸女性是一種騷擾，即使不到歧視，無論如何都是對這些女性的輕佻。臺灣全國農業事務之最高主管機關行政院農業委員會，在2018年11月時首次面對此議題代表臺灣政府做出官方立場的回應，呼籲臺灣社會大眾將此種蔬菜正名為「福山萵苣」，因為「大陸妹」對於大陸女性配偶而言，是一個帶有歧視意味的用詞，建議以福山萵苣或大陸A菜（萵菜、萵仔菜）來稱呼此蔬菜，不要再使用「大陸妹」一詞。